# Krumbach (Schwaben)
Krumbach (Schwaben) är en stad  i Landkreis Günzburg i Regierungsbezirk Schwaben i förbundslandet Bayern i Tyskland.